# Darbiled

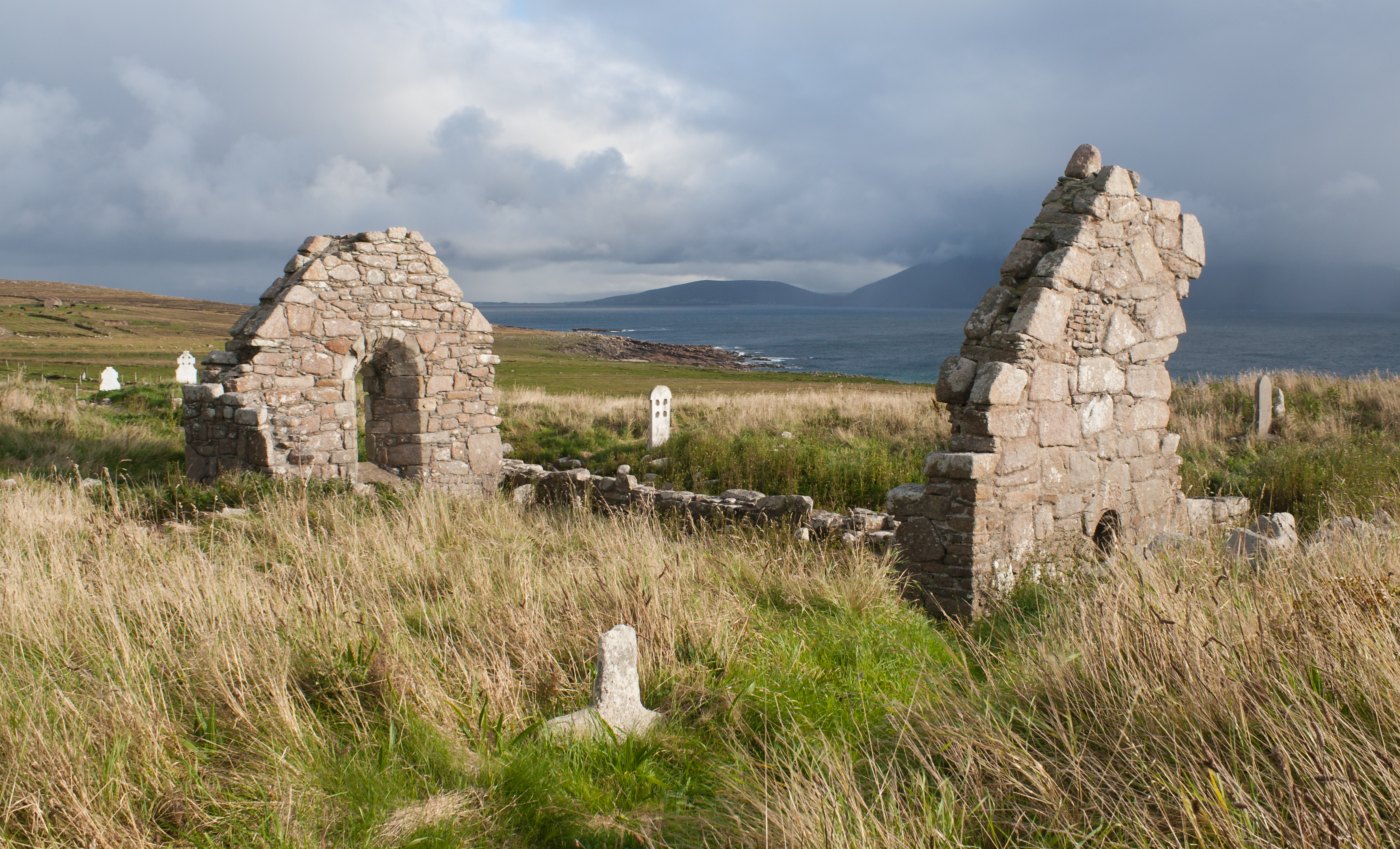
Ruinas de la iglesia de Santa Dairbhile, Condado de Mayo, asociada con Darbiled.

Darbiled (también Deirbhile, Dairbhile, Dervla) fue una irlandesa anacoreta y fundadora de Inis Cethig, fl. 575–600.
Se dice que Darbiled pertenecía a la dinastía Uí Fiachrach de Connacht. El nombre de su padre se da como Cormac mac Brecc, y tuvo un hermano llamado Triallach, también eclesiástico. El Libro de Leinster nombra a su madre como Cumman inion Dallbronach, reclamada como la madre de unos veinte santos, incluyendo Moninne de Armagh y San Senán.
Fundó la ermita de Inis Cethig en Erris en el Condado de Mayo. Parece haber vivido en la época de Columba de Iona. Es conmemorada en los santorales el 3 de agosto y, el 16 de octubre.